# Lützerath
Pour La localité de  Rhénanie-Palatinat, voir Lutzerath.
Lützerath (en allemand: /ˈlʏt͡səʁaːt/, ? Écouter [Fiche]) était un village situé dans la région de Rhénanie-du-Nord-Westphalie dans l'ouest de l'Allemagne, entre Aix-la-Chapelle et Düsseldorf.
Il a été vidé de ses habitants, et est en cours de destruction en raison du projet d'extension de la mine de lignite à ciel ouvert de Garzweiler.
Des activistes pour le climat occupent le village, considéré comme une ZAD, afin d'empêcher sa destruction qui a été décidé par le Tribunal constitutionnel fédéral d'Allemagne en 2013,. Le village est devenu symbole de la résistance écologiste à l'extension de la mine.

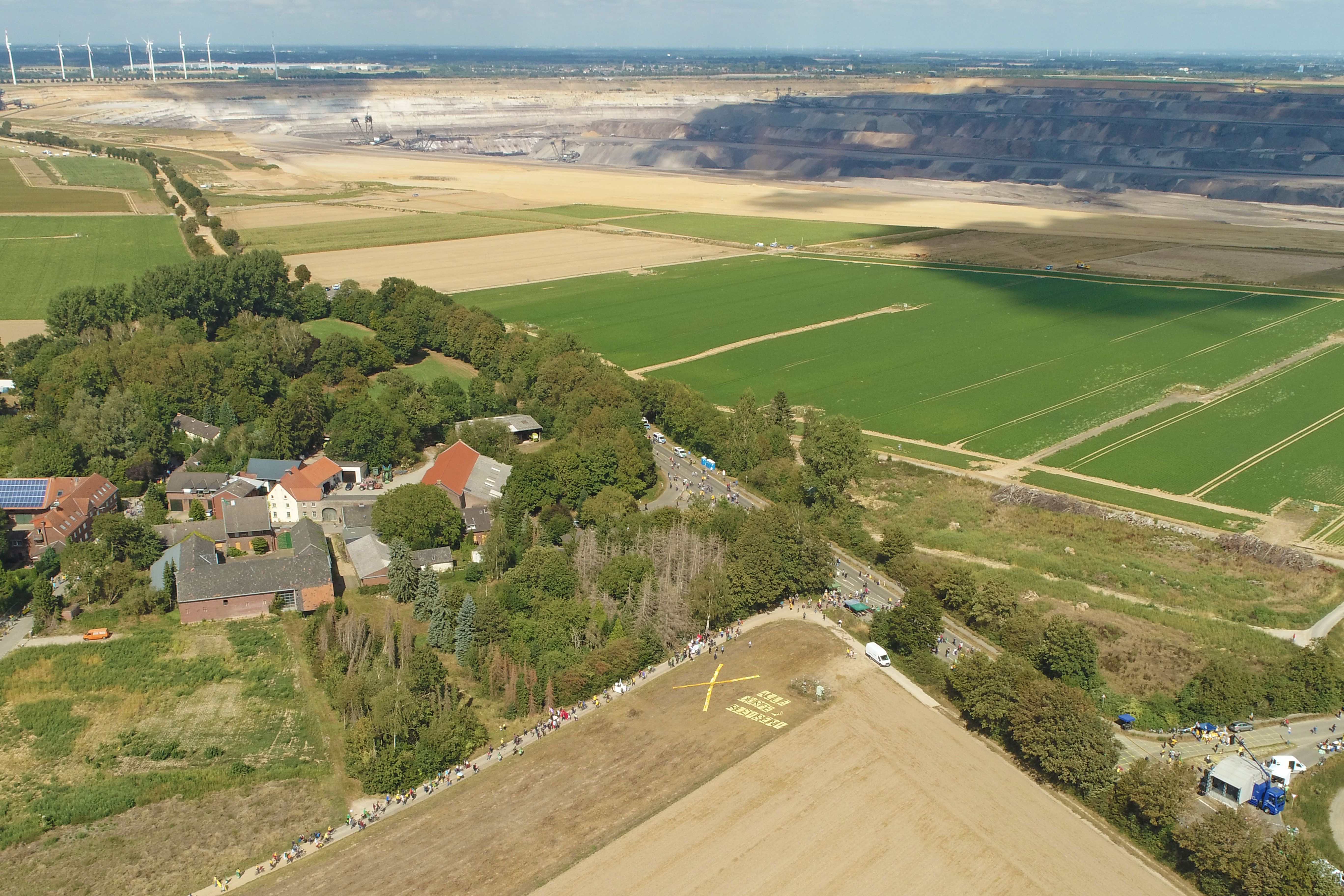
Vue aérienne du village, avec la mine de Garzweiler au second plan

## Extension de la mine de Garzweiler vers Lützerath et contestations écologistes
En octobre 2022, un nouvel accord d'extension de la mine de Garzweiler est signé par le gouvernement fédéral (SPD/Grünen/FDP), le gouvernement régional de Rhénanie du Nord-Westphalie (CDU/Grünen) et l'entreprise énergétique chargée du projet, RWE. RWE est autorisé à raser le village de Lützerath et à exploiter le charbon présent dans son sous-sol à condition d'épargner cinq villages des environs et de fermer Garzweiler II dès 2030 au lieu de 2038, comme il était prévu dans la loi.
Lützerath, village vidé de ses habitants, mais symbole de la résistance écologiste à l'extension de la mine, est alors a nouveau menacé de destruction. Des centaines d'activistes d’Europe y affluent, se joignant aux militants qui l'occupent de longue date. Ceux-ci s'opposent a l’extension de Garzweiler, car la mine est la plus grande source de CO2 de toute l’Europe et les 280 millions de tonnes de lignite se trouvant sous le village aggraveraient encore la pollution qui en provient, néfaste pour le climat et la santé publique.
L'objectif des militants est alors d'occuper Lützerath, afin de ralentir le plus possible les travaux de destruction du village, jusqu'au 1er mars, date à laquelle l'autorisation légale de RWE d’étendre la mine doit prendre fin. RWE devrait alors attendre le 1er octobre 2023 pour espérer obtenir une nouvelle autorisation. Début janvier, la police allemande qui encercle déjà la ZAD, lance l'opération d'évacuation de Lützerath en utilisant de grands moyens : hélicoptères, police montée, canons à eau, brigades canines. Les militants écologistes ripostent en jetant des pierres et des cocktails molotovs, ou en formant des chaines humaines.
Les affrontements qui suivent font apparaître la ZAD de Lützerath sur les réseaux sociaux, dans la presse et la télévision, à l'échelle nationale, européenne et internationale. Le 14 janvier, 35 000 personnes selon les organisateurs et 15 000 selon la police manifestent alors dans le village, rejointes par des figures internationales de l'activisme écologiste telles Greta Thunberg, Luisa Neubauer, Vanessa Nakate, Camille Etienne et Adélaïde Charlier. Le magazine Der Spiegel publie le même jour une lettre ouverte en faveur de « l’arrêt immédiat des travaux de déblaiement », signée par 200 célébrités. La police reprend toutefois le contrôle du village dans la matinée du 16 janvier.
En réponse, dans toute l'Allemagne, les activistes ripostent. Le 12 janvier, des militants vandalisent le bureau régional du ministre de l'économie et du climat, Robert Habeck, dans la région du Schleswig-Holstein ; dans les jours suivant, les bureaux du parti des Verts (Die Grünen) sont également vandalisés, notamment à Berlin, Leipzig, Flensburg et Aix-la-Chapelle. Ceux-ci sont accusés d'avoir signé l'accord d'extension de la mine de Garzweiler. D'autres militants bloquent des routes ou chemins de fer pour protester.
Le gouvernement allemand, contraint à se justifier, présente alors comme pragmatique la décision d’étendre la mine de Garzweiler, dans le contexte de la crise énergétique. Cependant, une étude menée par l’Institut allemand d’études économiques de Berlin va à l’encontre de ces affirmation, et conclut que même en n'étendant pas davantage la mine, RWE pourrait encore extraire cent millions de tonnes de charbon de Garzweiler II, ce qui serait grandement suffisant pour faire face a la crise énergétique.
Certains membres du gouvernement, d'autre part, rejettent la faute sur la CDU et Angela Merkel, qui n'auraient selon eux rien fait pour l'indépendance énergétique ni pour la neutralité carbone de l’Allemagne durant les seize ans qu'ils sont restés au pouvoir.